# Nepidium
Nepidium is een geslacht van wantsen uit de familie van de Naucoridae (Zwemwantsen). Het geslacht werd voor het eerst wetenschappelijk beschreven door Westwood in 1854.

## Soorten
Het genus bevat de volgende soort:

- Nepidium stolones Westwood, 1854